# Digitaler Weiterbildungscampus
Der Digitale Weiterbildungscampus ist eine zentrale Plattform für das technisch unterstützte Lehren und Lernen sowie für das Wissensmanagement in Baden-Württemberg. Zu den Bildungsanbietern gehören Unternehmen sowie staatliche und private Bildungsträger. Die Infrastruktur des Digitalen Weiterbildungscampus erlaubt die gemeinsame Nutzung und den Austausch digitaler Lerninhalte.

## Struktur der Weiterbildung in Baden-Württemberg
Kleinere Einrichtungen können den Anforderungen der Digitalisierung in Bezug auf finanzielle Ausstattung, Technik, Datenschutz und juristische Absicherung nicht mehr nachkommen. Der Digitale Weiterbildungscampus fördert den Erhalt der kleineren Bildungsträger, die mit digitalen Angeboten neue Zielgruppen und Adressatenkreise außerhalb ihrer Region erschließen können. Menschen mit eingeschränkter Mobilität ermöglicht digitales Wissen eine bessere Teilhabe am gesellschaftlichen und kulturellen Leben. Arbeitssuchende besitzen nach einer beruflichen Auszeit bessere Chancen, wieder ins Erwerbsleben eingegliedert zu werden.

## Konzeption
Der Digitale Weiterbildungscampus wurde seit 2015 von der vimotion GmbH in Zusammenarbeit mit dem Ministerium für Kultur, Jugend und Sport des Landes Baden-Württemberg im Rahmen des Bündnisses für Lebenslanges Lernen aufgebaut. Zurzeit wird er von mehr als 100 Unternehmen, Weiterbildungseinrichtungen, Bibliotheken und Verbänden genutzt. Er basiert auf der Lernplattform ILIAS. Diese Plattform wurde um zusätzliche Werkzeuge und Applikationen für das Lernen und das Wissensmanagement erweitert. So wurden beispielsweise OpenMeetings (Virtual Classrooms), Xmpp (Chat), Simulationen, ReST (Schnittstelle) sowie Lizenzmanager hinzugefügt. Damit kann Wissen dokumentiert, strukturiert und gezielt genutzt werden. Auch sind Möglichkeiten zum gegenseitigen Austausch und zum informellen Lernen vorhanden, die eine Kooperation und Vernetzung der teilnehmenden Institutionen erlauben. Die Nutzung des Digitalen Weiterbildungscampus kann individualisiert und so an den jeweiligen Bildungsanbieters angepasst werden. Unter bestimmten Voraussetzungen wird der Einsatz der Plattform vom Land gefördert. In dem Bewusstsein, dass nicht die Menschen für die Technik da sind,
sondern die Technik für die Menschen, wurde der Digitale Weiterbildungscampus in das Grundsatzpapier der Digitalisierungsstrategie des Landes Baden-Württemberg aufgenommen.

## Projektbeispiele
Mittlerweile wurde eine ganze Reihe von Projekten mit der Infrastruktur des Digitalen Weiterbildungscampus umgesetzt.
Die Stadtbibliotheken Bietigheim-Bissingen, Göppingen/Geislingen, Heilbronn und Karlsruhe haben ihr Angebot erweitert: Seit Ende März 2015 bieten alle vier Bibliotheken individualisierte Online-Lernplattformen auf dem Digitalen Weiterbildungscampus an. Die Stadtbibliothek Ludwigsburg bietet ihre digitale Lernplattform bereits seit Juli 2013 an.
Modellprojekt Live-Online-Deutschkurse für Flüchtlinge in baden-württembergischen Bibliotheken: In sieben Bibliotheken in Baden-Württemberg (Achern, Heilbronn, Konstanz, Nordheim, Reutlingen, Stuttgart und Tübingen) findet ein Modellprojekt statt, das Zuwanderern einen schnelleren und effektiveren Zugang zur deutschen Sprache ermöglichen soll: Flüchtlinge können über PC-Lernstationen an einem Online-Deutschkurs per Software namens virtuelles Klassenzimmer teilnehmen. Der digitale Weiterbildungscampus Baden-Württemberg entschied sich bei der Wahl der passenden Software für die Zusammenarbeit mit der vitero GmbH. Diese stellte den Zugang zu der Software vitero inspire bereit, die für das virtuelle Klassenzimmer zum Einsatz kommt und auch Teil des Digitalen Weiterbildungscampus ist. Zur Ergänzung des Lernangebots werden an den Bibliotheks-Computern auch Videos zum Deutschlernen bereitgestellt. Roland Bauer, vom Kultusministerium Baden-Württemberg, erläuterte, dass diese Software außerdem zum Einsatz für interne Team und Projektbesprechungen kommen wird.
Das Ministerium für Finanzen und Wirtschaft bietet zusammen mit dem Kultusministerium Baden-Württemberg über sein Weiterbildungsportal zu bestimmten Zeiten eine Online-Weiterbildungsberatung im Chat an. Dabei wird der Chat des Digitalen Weiterbildungscampus genutzt, sodass innerhalb des Beratungsprozesses alle Funktionalitäten der Plattform zur Verfügung stehen.
ESRA – E-Learning für Schülerinnen und Schüler am Rande der Beschulbarkeit: Dem Projekt ESRA lag der sonderpädagogische Ansatz zugrunde, Schülerinnen und Schüler mit negativen Schulerfahrungen und mit sozialem wie emotionalem Förderbedarf durch das Lernen im virtuellen Klassenzimmer statt im Klassenverband die Konzentration auf schulische Inhalte und letztendlich auch einen Schulabschluss zu ermöglichen.

## Auszeichnungen
- eLearning AWARD-Preisträger 2017 in der Kategorie „Infrastruktur“[22][23]